# Flacey (Costa d'Or)
Flacey és un municipi francès, situat al departament de la Costa d'Or i a la regió de Borgonya - Franc Comtat. L'any 2007 tenia 170 habitants.

## Demografia

### Població
El 2007 la població de fet de Flacey era de 170 persones. Hi havia 66 famílies, de les quals 8 eren unipersonals (4 homes vivint sols i 4 dones vivint soles), 25 parelles sense fills, 29 parelles amb fills i 4 famílies monoparentals amb fills.
La població ha evolucionat segons el següent gràfic:
Habitants censats

### Habitatges
El 2007 hi havia 66 habitatges, 64 eren l'habitatge principal de la família, 1 era una segona residència i 1 estava desocupat. 64 eren cases i 2 eren apartaments. Dels 64 habitatges principals, 52 estaven ocupats pels seus propietaris, 7 estaven llogats i ocupats pels llogaters i 4 estaven cedits a títol gratuït; 5 tenien tres cambres, 5 en tenien quatre i 53 en tenien cinc o més. 53 habitatges disposaven pel capbaix d'una plaça de pàrquing. A 20 habitatges hi havia un automòbil i a 39 n'hi havia dos o més.

### Piràmide de població
La piràmide de població per edats i sexe el 2009 era:
| Homes | Edats   | Dones |
| ----- | ------- | ----- |
| 0     | 95 o +  | 0     |
| 0     | 90 a 94 | 0     |
| 0     | 85 a 89 | 8     |
| 0     | 80 a 84 | 4     |
| 0     | 75 a 79 | 0     |
| 4     | 70 a 74 | 0     |
| 4     | 65 a 69 | 4     |
| 4     | 60 a 64 | 0     |
| 12    | 55 a 59 | 12    |
| 0     | 50 a 54 | 0     |
| 4     | 45 a 49 | 4     |
| 8     | 40 a 44 | 16    |
| 4     | 35 a 39 | 0     |
| 4     | 30 a 34 | 4     |
| 0     | 25 a 29 | 4     |
| 8     | 20 a 24 | 0     |
| 4     | 15 a 19 | 8     |
| 4     | 10 a 14 | 4     |
| 8     | 5 a 9   | 4     |
| 0     | 0 a 4   | 0     |

## Economia
El 2007 la població en edat de treballar era de 123 persones, 86 eren actives i 37 eren inactives. De les 86 persones actives 79 estaven ocupades (48 homes i 31 dones) i 6 estaven aturades (2 homes i 4 dones). De les 37 persones inactives 6 estaven jubilades, 21 estaven estudiant i 10 estaven classificades com a «altres inactius».

### Ingressos
El 2009 a Flacey hi havia 64 unitats fiscals que integraven 167 persones, la mediana anual d'ingressos fiscals per persona era de 21.586 €.

### Activitats econòmiques
Dels 6 establiments que hi havia el 2007, 1 era d'una empresa de fabricació d'altres productes industrials, 2 d'empreses de construcció, 2 d'empreses de comerç i reparació d'automòbils i 1 d'una empresa immobiliària.
L'únic servei als particulars que hi havia el 2009 era un guixaire pintor.
L'any 2000 a Flacey hi havia 4 explotacions agrícoles que ocupaven un total de 296 hectàrees.

## Poblacions més properes
El següent diagrama mostra les poblacions més properes.